# سدچشمه لنگان
سد چشمه لنگان، در شهرستان فریدون‌شهر از توابع استان اصفهان قرار دارد. هدف از اجرای طرح انتقال آب رودخانه‌های سیبک، سرداب، چشمه لنگان و چشمه خدنگستان به رودخانة زاینده‌رود می‌باشد. با احداث سد چشمه‌لنگان سالیانه جمعاً ۱۹۵ میلیون متر مکعب آب از طریق تونل به حوضه زاینده‌رود منتقل می‌گردد.
| مشخصات فنی سد             |                     |
| ------------------------- | ------------------- |
| نوع سد                    | بتنی                |
| ارتفاع سد از بستر رودخانه | ۱۸/۶۵ متر           |
| ارتفاع سد از زیر پی       | ۲۴/۸۵ متر           |
| طول تاج                   | ۱۱۲/۵۸ متر          |
| عرض تاج                   | ۷/۵۶ متر            |
| حجم بتن‌ریزی بدنه          | ۲۰۹۵۰ متر مکعب      |
| نوع سرریز                 | اوجی آزاد           |
| حجم نرمال                 | ۰/۹ میلیون متر مکعب |